# Geoffrey Lower
Geoffrey Lower (* 19. März 1963 in Casper, Wyoming) ist ein US-amerikanischer Schauspieler.

## Leben
Geoffrey Lower wuchs in seinem Geburtsort auf. Er studierte an der University of Nebraska und wechselte später an die renommierte Juilliard School in Manhattan. 1991 spielte er eine Nebenrolle in Steven Spielbergs Peter-Pan-Verfilmung Hook. Bekannt ist vor allem seine Rolle des Reverend Timothy Johnson, die er von 1993 bis 1998 in der CBS-Serie Dr. Quinn – Ärztin aus Leidenschaft spielte. Daneben trat er noch in diversen TV-Serien als Gaststar auf.
Lower ist verheiratet und hat ein Kind.